# Lijst van voetbalinterlands Swaziland - Tanzania
Deze lijst van voetbalinterlands is een overzicht van alle officiële voetbalwedstrijden tussen de nationale teams van Swaziland en Tanzania. De landen hebben tot op heden zes keer tegen elkaar gespeeld. De eerste ontmoeting, een kwalificatiewedstrijd voor de Afrika Cup 1990, was op 2 oktober 1988 in Dar es Salaam. Het laatste duel, een wedstrijd tijdens de COSAFA Cup 2025, werd gespeeld in Bloemfontein (Zuid-Afrika) op 11 juni 2025.

## Wedstrijden
| № | Plaats        | Datum            | Competitie                   | Wedstrijd            | Uitslag |
| - | ------------- | ---------------- | ---------------------------- | -------------------- | ------- |
| 1 | Dar es Salaam | 2 oktober 1988   | Afrika Cup 1990 kwalificatie | Tanzania − Swaziland | 1 − 1   |
| 2 | Lobamba       | 16 oktober 1988  | Afrika Cup 1990 kwalificatie | Swaziland − Tanzania | 1 − 1   |
| 3 | Lobamba       | 21 januari 1990  | Vriendschappelijk            | Swaziland − Tanzania | 0 − 1   |
| 4 | Lobamba       | 16 november 2014 | Vriendschappelijk            | Swaziland − Tanzania | 1 − 1   |
| 5 | Rustenburg    | 18 mei 2015      | COSAFA Cup 2015              | Tanzania − Swaziland | 0 − 1   |
| 6 | Bloemfontein  | 11 juni 2025     | COSAFA Cup 2025              | Swaziland − Tanzania | 1 − 2   |

## Samenvatting
| Competitie              | Totaal gespeeld | Winst Swaziland | Gelijk | Winst Tanzania | Doelsaldo Swaziland – Tanzania |
| ----------------------- | --------------- | --------------- | ------ | -------------- | ------------------------------ |
| Afrika Cup-kwalificatie | 2               | 0               | 2      | 0              | 2 − 2                          |
| COSAFA Cup              | 2               | 1               | 0      | 1              | 2 − 2                          |
| Vriendschappelijk       | 2               | 0               | 1      | 1              | 1 − 2                          |
| Totaal                  | 6               | 1               | 3      | 2              | 5 − 6                          |

NFAS · 
Swazisch vrouwenelftal
1968 · 
1969 · 
1970 · 
1971 · 
1972 · 
1973 · 
1974 · 
1975 · 
1976 · 
1977 · 
1978 · 
1979 · 
1980 · 
1981 · 
1982 · 
1983 · 
1984 · 
1986 · 
1987 · 
1988 · 
1989 · 
1990 · 
1991 · 
1992 · 
1993 · 
1994 · 
1995 · 
1996 · 
1997 · 
1998 · 
1999 · 
2000 · 
2001 · 
2002 · 
2003 · 
2004 · 
2005 · 
2006 · 
2007 · 
2008 · 
2009 · 
2010 · 
2011 · 
2012 · 
2013 · 
2014 ·
2015 ·
2016 ·
2017 ·
2018 ·
2019 ·
2020 ·
2021 ·
2022 ·
2023 ·
2024
Angola ·
Botswana ·
Burkina Faso ·
Comoren ·
Congo-Brazzaville ·
Congo-Kinshasa ·
Djibouti ·
Egypte ·
Eritrea ·
Gabon ·
Ghana ·
Guinee ·
Guinee-Bissau ·
Kaapverdië ·
Kameroen ·
Kenia ·
Lesotho ·
Libië ·
Madagaskar ·
Malawi ·
Mali ·
Mauritius ·
Mozambique ·
Namibië ·
Niger ·
Nigeria ·
Senegal ·
Seychellen ·
Sierra Leone ·
Soedan ·
Somalië ·
Tanzania ·
Togo ·
Tunesië ·
Zambia ·
Zimbabwe ·
Zuid-Afrika
FAT · A-internationals · Olympische elftal · Vrouwenelftal
Algerije ·
Angola ·
Benin ·
Botswana ·
Brazilië ·
Bulgarije ·
Burkina Faso ·
Burundi ·
Centraal-Afrikaanse Republiek ·
China ·
Congo-Brazzaville ·
Congo-Kinshasa ·
Djibouti ·
Egypte ·
Equatoriaal-Guinea ·
Eritrea ·
Ethiopië ·
Gabon ·
Gambia ·
Ghana ·
Guinee ·
Indonesië ·
Ivoorkust ·
Jemen ·
Kaapverdië ·
Kameroen ·
Kenia ·
Lesotho ·
Liberia ·
Libië ·
Madagaskar ·
Malawi ·
Marokko ·
Mauritanië ·
Mauritius ·
Mongolië ·
Mozambique ·
Namibië ·
Nieuw-Zeeland ·
Niger ·
Nigeria ·
Oeganda ·
Palestina ·
Rwanda ·
Saoedi-Arabië ·
Senegal ·
Seychellen ·
Soedan ·
Somalië ·
Swaziland ·
Togo ·
Tsjaad ·
Tunesië ·
Zambia ·
Zimbabwe ·
Zuid-Afrika